# 1931

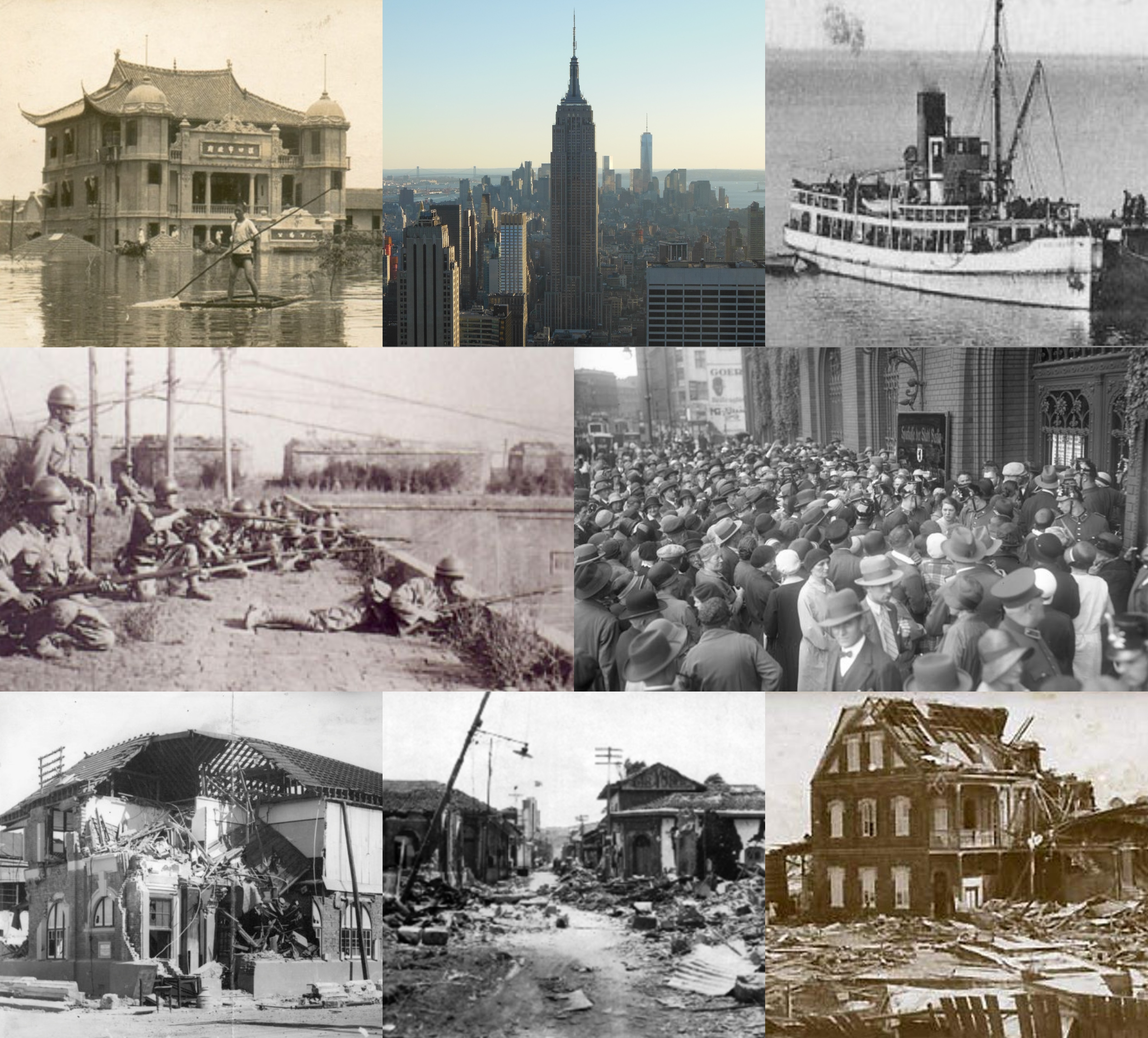

1931 (MCMXXXI) là một năm thường bắt đầu vào Thứ năm của lịch Gregory, năm thứ 1931 của Công nguyên hay của Anno Domini, the năm thứ 931  của thiên niên kỷ 2, năm thứ 31  của thế kỷ 20, và năm thứ  2   của thập niên 1930. 

## Sự kiện

### Tháng 3
- 26 tháng 3: Đoàn Thanh niên Cộng sản Hồ Chí Minh được thành lập.

### Tháng 5
- 28 tháng 5: Quốc Cộng chiến tranh khai chiến tại Hoàng An

### Tháng 6
- 6 tháng 6: Nguyễn Ái Quốc, khi đó mang tên Tống Văn Sơ, bị bắt tại Hồng Kông trong Vụ án Tống Văn Sơ.

### tháng 7
- 15 tháng 7: xảy ra sự kiện Vạn Bảo Sơn

### Tháng 9
- 19 tháng 9: Phát xít Nhật đánh chiếm Thẩm Dương

### Tháng 11
- 30 tháng 11: Tưởng Giới Thạch đề xuất nhương ngoại để ổn định nội địa

### Tháng 12
- 5 tháng 12: Nhà thờ chính tòa Chúa Kitô Đấng Cứu Độ tại Moskva bị phá hủy theo một lệnh của Stalin.

## Sinh

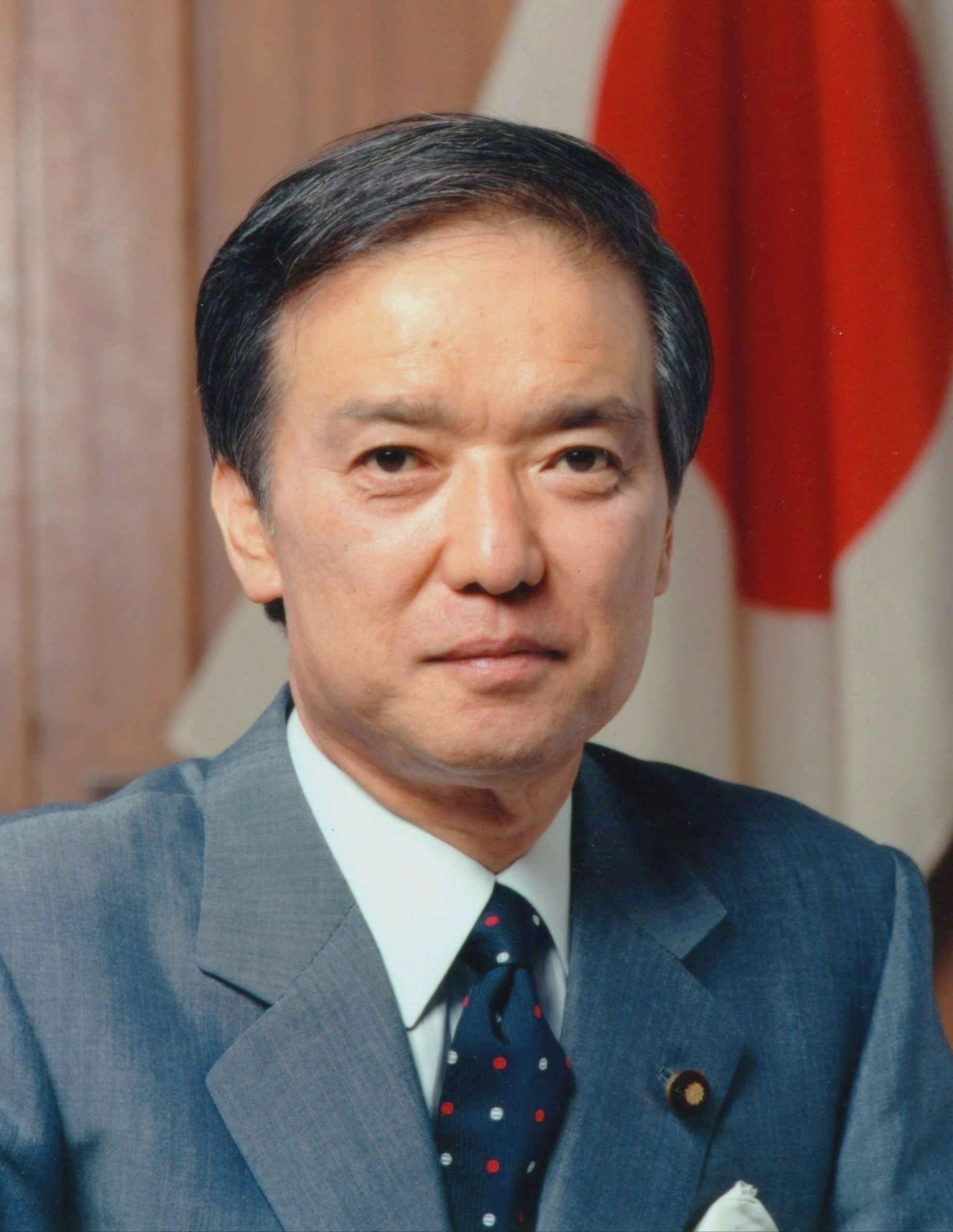
Kaifu Toshiki

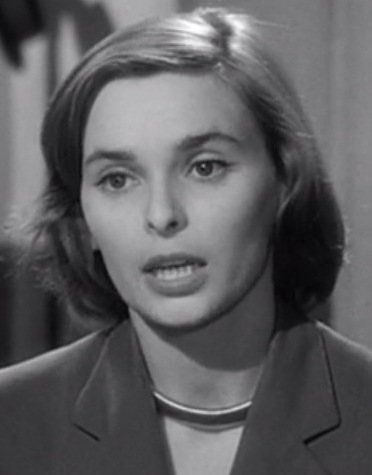
Lucia Bosè

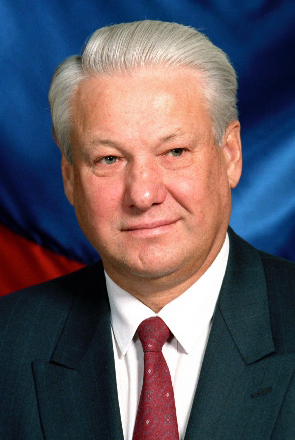
Boris Yeltsin

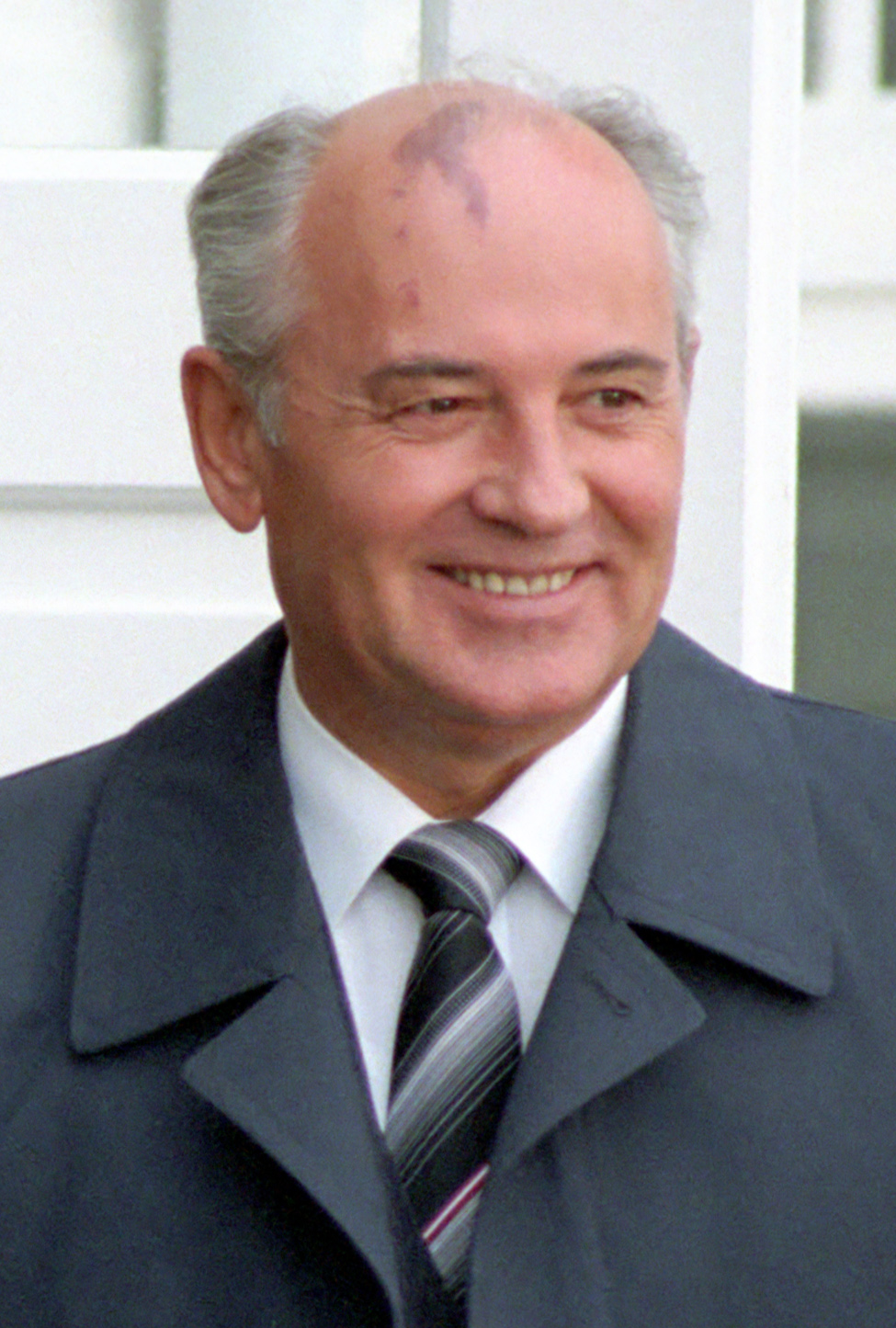
Mikhail Gorbachev

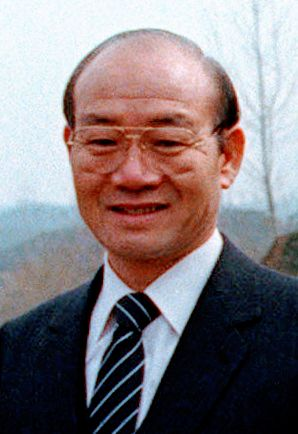
Chun Doo-hwan

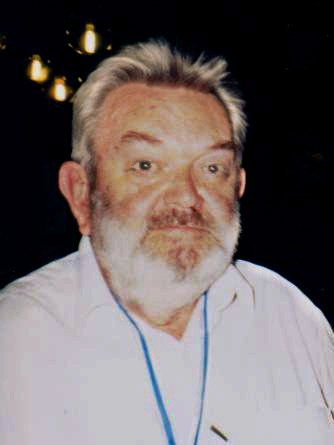
Martinus J. G. Veltman

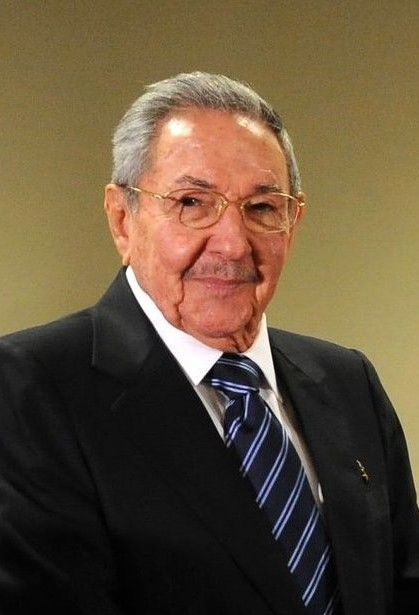
Raúl Castro

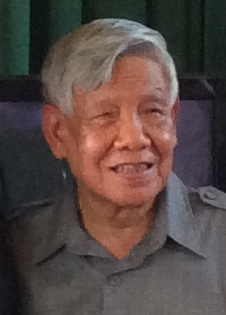
Lê Khả Phiêu

### Tháng 1
- 2 tháng 1: Kaifu Toshiki, Thủ tướng thứ 48 của Nhật Bản (m. 2022)
- 18 tháng 1: Chun Doo-hwan, Tổng thống thứ 5 của Hàn Quốc (m. 2021)
- 28 tháng 1: Lucia Bosè, nữ diễn viên người Ý (m. 2020)

### Tháng 2
- 1 tháng 2: Boris Yeltsin, Tổng thống đầu tiên của Nga (m. 2007)
- 27 tháng 2: Khuất Duy Tiến, tướng lĩnh Quân đội nhân dân Việt Nam (m. 2024)

### Tháng 3
- 2 tháng 3: Mikhail Gorbachov, Tổng bí thư Đảng Cộng sản Liên Xô, Tổng thống Liên Xô (m. 2022)

### Tháng 4
- 6 tháng 4: Nguyễn Tài Thu, giáo sư y học, bậc thầy ngành châm cứu người Việt Nam (m. 2021)
- 25 tháng 4: Cao Chí, giáo sư người Việt Nam, chuyên gia đầu ngành về Vật lý lý thuyết của Việt Nam (m. 2024)[1]

### Tháng 6
- 3 tháng 6: Raúl Castro, Bí thư thứ nhất Đảng Cộng sản Cuba, Chủ tịch nước Cuba
- 27 tháng 6: Martinus J. G. Veltman, nhà vật lý lý thuyết người Hà Lan, nhận Giải Nobel Vật lý năm 1999     (m. 2021)

### Tháng 8
- 7 tháng 8: Nguyễn Đức Nghi, là một tướng lĩnh của lực lượng Công an nhân dân Việt Nam với quân hàm Thiếu tướng. (m. 2022)

### Tháng 9
- 2 tháng 9: Đặng Xuân Kỳ, Giáo sư triết học Việt Nam (mất 2010)

### Tháng 11
- 23 tháng 11: Phạm Song, Giáo sư, Viện sĩ y học, nguyên Bộ trưởng Bộ Y tế Việt Nam, nguyên Ủy viên Ban Chấp hành Trung ương Đảng Cộng sản Việt Nam khoá VII, Giải thưởng Hồ Chí Minh (m. 2011).
- 30 tháng 11: Andrew Juxon-Smith, quyền Toàn quyền Sierra Leone 1967-1968 (m. 1996).[2]

### Tháng 12
- 27 tháng 12: Lê Khả Phiêu, nguyên Ủy viên Bộ Chính trị Ban Chấp hành Trung ương Đảng Cộng sản Việt Nam, nguyên Tổng bí thư Ban Chấp hành Trung ương Đảng Cộng sản Việt Nam (m. 2020)

### Không rõ ngày, tháng
- Mai Đức Toại, Đại tá, Anh hùng Lực lượng Vũ trang nhân dân Việt Nam (m. 2025)[3]

## Mất

### Tháng 2
- 27 tháng 2: Hoàng Văn Hợp, liệt sĩ cách mạng Việt Nam kháng chiến chống Pháp (1930 - 1931) nguyên Huyện ủy viên Huyện ủy Quỳnh Lưu, Nghệ An (s. 1902)

### Tháng 9
- 6 tháng 9: Trần Phú, nhà cách mạng, Tổng Bí thư Đảng Cộng sản Việt Nam

### Tháng 10
- 18 tháng 10: Thomas Alva Edison, nhà phát minh người Mỹ (s. 1847)

## Giải Nobel
- Vật lý - không có giải
- Hóa học - Carl Bosch, Friedrich Bergius
- Y học - Otto Heinrich Warburg
- Văn học - Erik Axel Karlfeldt
- Hòa bình - Jane Addams, Nicholas Murray Butler